# Allexon Saravia
Allexon Saravia Zambrano (Alexandria, Virginia, Estados Unidoss; 22 de septiembre de 2000) es un futbolista estadounidense-salvadoreño. Juega de defensa y su equipo actual es el CD Águila de la Primera División de El Salvador.

## Trayectoria
Savaria pasó cuatro años en las inferiores del D.C. United. En junio de 2019 fichó por el Loudoun United de la USL, equipo reserva del D.C. United.
En septiembre de 2022, fichó con el C.D. Águila de la Primera División de El Salvador.

## Selección nacional
En 2017 jugó por la selección sub-17 de El Salvador.

## Estadísticas
Actualizado al último partido disputado el 23 de noviembre de 2024.
| Club                                  | Div.          | Temporada     | Liga  | Liga  | Copas nacionales(1) | Copas nacionales(1) | Copas internacionales(2) | Copas internacionales(2) | Total | Total |
| Club                                  | Div.          | Temporada     | Part. | Goles | Part.               | Goles               | Part.                    | Goles                    | Part. | Goles |
| ------------------------------------- | ------------- | ------------- | ----- | ----- | ------------------- | ------------------- | ------------------------ | ------------------------ | ----- | ----- |
| Loudoun United FC Estados Unidos      | 2.ª           | 2019          | 12    | 0     | -                   | -                   | -                        | -                        | 12    | 0     |
| Loudoun United FC Estados Unidos      | 2.ª           | 2020          | 12    | 0     | -                   | -                   | -                        | -                        | 12    | 0     |
| Loudoun United FC Estados Unidos      | 2.ª           | 2021          | 11    | 0     | -                   | -                   | -                        | -                        | 11    | 0     |
| Loudoun United FC Estados Unidos      | Total club    | Total club    | 35    | 0     | 0                   | 0                   | 0                        | 0                        | 35    | 0     |
| Des Moines Menace Estados Unidos      | 4.ª           | 2022          | 2     | 0     | -                   | -                   | -                        | -                        | 2     | 0     |
| Des Moines Menace Estados Unidos      | Total club    | Total club    | 2     | 0     | 0                   | 0                   | 0                        | 0                        | 2     | 0     |
| Club Deportivo Águila · El Salvador   | 1.ª           | 2022-23       | 20    | 0     | -                   | -                   | -                        | -                        | 20    | 0     |
| Club Deportivo Águila · El Salvador   | 1.ª           | 2023          | 2     | 0     | -                   | -                   | 2                        | 0                        | 4     | 0     |
| Club Deportivo Águila · El Salvador   | Total club    | Total club    | 22    | 0     | 0                   | 0                   | 2                        | 0                        | 24    | 0     |
| Club Deportivo Platense · El Salvador | 1.ª           | 2024          | 20    | 0     | -                   | -                   | -                        | -                        | 20    | 0     |
| Club Deportivo Platense · El Salvador | Total club    | Total club    | 20    | 0     | 0                   | 0                   | 0                        | 0                        | 20    | 0     |
| Club Deportivo Águila · El Salvador   | 1.ª           | 2024          | 6     | 0     | -                   | -                   | 1                        | 0                        | 7     | 0     |
| Club Deportivo Águila · El Salvador   | Total club    | Total club    | 6     | 0     | 0                   | 0                   | 1                        | 0                        | 7     | 0     |
| Total carrera                         | Total carrera | Total carrera | 85    | 0     | 0                   | 0                   | 3                        | 0                        | 88    | 0     |

Inferiores
| Club                   | País           | Año         | Partidos | Goles |
| ---------------------- | -------------- | ----------- | -------- | ----- |
| D. C. United Sub-18/19 | Estados Unidos | 2017 - 2019 | 16       | 1     |
| Total:                 | Total:         | Total:      | 16       | 1     |

### Selección nacional
| Selección                                       | Año                 | Partidos | Goles |
| ----------------------------------------------- | ------------------- | -------- | ----- |
| El Salvador Sub-17                              |                     |          |       |
| 2017                                            | 1                   | 0        |       |
| Total en su carrera                             | Total en su carrera | 1        | 0     |
| El Salvador                                     |                     |          |       |
| 2021                                            | 1                   | 0        |       |
| Total en su carrera                             | Total en su carrera | 1        | 0     |
| Estadísticas hasta el 25 de septiembre de 2021. |                     |          |       |